# السیا پولییری
Alessia Polieri (زاده ۲۱ اکتبر ۱۹۹۴) شناگر ایتالیایی است. وی در المپیک تابستانی ۲۰۱۶ در مسابقات شنای پروانه ۲۰۰ متر زنان شرکت کرد.